# Pull-Medien
Pull-Medien sind Medien, bei denen der Informationsfluss in erster Linie vom Empfänger gesteuert wird. Der Begriff Pull stammt ursprünglich aus dem Marketing, wo die verschiedenen Verkaufs- und Werbestrategien als Push- bzw. Pull-Marketing (von engl. to pull, ziehen) bezeichnet werden und ist von dort in die Medienwissenschaft übertragen worden.
Im Gegensatz zu Rundfunk und Fernsehen ist das Internet und speziell das World Wide Web ein Pull-Medium, denn der Surfer muss in einer bewussten Entscheidung die von ihm gewählte Information aufrufen.
Will er einen interessanten Inhalt wieder besuchen, kann er zur Erinnerung ein Lesezeichen setzen oder einen Web-Feed abonnieren. Da dies immer wieder eine Entscheidung und eigene Aktivität erfordert, entwickelten sich daneben Push-Verfahren, die die regelmäßige automatisierte Zustellung von Informationen auch im Internet ermöglichen, jedoch auf eine ursprüngliche Anforderung des Surfers zurückgehen. Wesensmerkmal des Internets ist daher die Interaktivität der Kommunikation. Interaktivität in dem Sinne, dass Daten auf individuelle Anfrage eines Nutzers hin abgerufen werden können. Interaktivität kann aber nur durch Endgeräte erreicht werden, die Sende- und Empfangsgeräte in einem sind.
Auch beim interaktiven Fernsehen geht der Push-Anteil graduell zurück, entsprechend dem Anteil an Interaktivität, die technologisch realisiert wurde.